# Août 1802

## Événements
- 2 août, France (14 thermidor an X) : à la suite d'un plébiscite, Napoléon Bonaparte devient Consul à vie (3,5 millions de oui, 8 374 non).
- 4 août, France (16 thermidor an X) : proclamation de la Constitution de l'An X. Un Sénatus-consulte (2 août) modifie la Constitution dans un sens monarchique : le système électoral est modifié : les « listes de confiances » sont remplacées par des collèges électoraux dont les membres sont élus à vie parmi les 600 citoyens les plus imposés du département. Les collèges proposent au choix du Premier Consul des listes de candidature aux postes électifs. Celui-ci a en outre la possibilité de se choisir un successeur. Les pouvoirs du Sénat sont accrus. L'assemblée se renouvelle par cooptation d'après une liste présentée par le Premier Consul seul. Il reçoit le droit de légiférer par sénatus-consulte, de dissoudre les assemblées législatives, de prononcer la suspension des jurys pendant 5 ans et la mise « hors constitution » de départements. Les sénatus-consultes sont présentés au Sénat par le « Conseil privé » (les Consuls, deux ministres, deux sénateurs, deux conseillers d'État et deux officiers de la Légion d'honneur désignés par le Premier Consul). Le Tribunat est réduit à 50 membres.
- 26 août (8 Fructidor an X) : senatus-consulte rattachant l'île d'Elbe à la France[1]. L'île a un député au Corps législatif, ce qui porte les membres de ce corps à 301[2].
- 30 août : constitution de la République rhodanienne formée par le Valais membre alors de la République helvétique. La République rhodanienne disparaît le 12 novembre 1810 par son annexion à l'Empire français[3].

## Naissances
- 5 août : Niels Henrik Abel (mort en 1829), mathématicien norvégien.
- 7 août : Germain Henri Hess (mort en 1850), chimiste et médecin suisse.
- 10 août : Christophe-Alexis-Adrien de Jussieu, homme politique français († 25 octobre 1865).
- 29 août : Charles Texier (mort en 1871), archéologue et architecte français.

## Décès
- 10 août : Franz Aepinus (né en 1724), philosophe de la nature allemand.